# Myrcia lasiantha
Myrcia lasiantha är en myrtenväxtart som beskrevs av Dc.. Myrcia lasiantha ingår i släktet Myrcia och familjen myrtenväxter. Inga underarter finns listade i Catalogue of Life.